# Portada/article setembre 8

## Xatrac àrtic
El xatrac àrtic (Sterna paradisaea) és una au marina de la família dels estèrnids. Aquest ocell té una difusió circumpolar; cria en colònies a l'Àrtida i a regions subàrtiques d'Europa, Àsia i Nord-amèrica. Aquesta espècie és altament migratòria, i veu dos estius per any quan migra dels seus terrenys de cria boreals fins als oceans del voltant de l'Antàrtida, i de tornada (uns 38.600 km) cada any. Es tracta de la migració regular més llarga de tots els animals coneguts.